# Jakub Szwajcer
Jakub Szwajcer (ur. 1 grudnia 1851 w Rawie Mazowieckiej, zm. 25 czerwca 1941 w Warszawie) – polski lekarz żydowskiego pochodzenia. Zajmował się głównie organizacją służby zdrowia i chorobami zakaźnymi.

## Życiorys
Syn Janusza. Uczył się w szkołach w Rawie Mazowieckiej, od 1865 do 1872, potem w Warszawie, gdzie studiował medycynę. 8 grudnia 1879 otrzymał dyplom lekarza na Cesarskim Uniwersytecie Warszawskim. Od 1880 asystent-wolontariusz Szpitala Starozakonnych przy ul. Pokornej. Pracował na oddziale zakaźnym i sam zachorował na dur plamisty, jego choroba miała ciężki przebieg. W latach 1885–1902, najpierw czasowo, od 1887 na stałe, pełnił obowiązki lekarza naczelnego Szpitala Zapasowego za rogatką wolską. Od 1902 lekarz naczelny Szpitala na Czystem, jako następca Zygmunta Kramsztyka. W Szpitalu na Czystem był kierownikiem naukowym kursów kształceniowych dla lekarzy. W czasie kiedy był dyrektorem powstał Kwartalnik Kliniczny Szpitala Starozakonnych w Warszawie. Z początkiem roku 1931 ustąpił ze stanowiska.
Członek Towarzystwa Higienicznego Warszawskiego, działał w Sekcji Szpitalnej Wydziału Spraw Miejskich m. Warszawy. Należał do komitetu organizacyjnego budowy Sanatorium dla Piersiowo Chorych w Rudce k. Mińska Mazowieckiego. W styczniu 1931 roku obchodzono 50-lecie jego pracy zawodowej.
Z małżeństwa z Heleną Baumberg miał synów Józefa (ur. 1883) i Jerzego (1892–1967).
Podczas II wojny światowej został przesiedlony do getta warszawskiego, gdzie zmarł. Pochowany na cmentarzu żydowskim przy ulicy Okopowej (sektor 28-15-2).

## Ordery i odznaczenia
- Krzyż Oficerski Orderu Odrodzenia Polski (7 listopada 1925)[7][1]

## Wybrane prace
- Z epidemiologii i profilaktyki duru wysypkowego. Medycyna i Kronika Lekarska 51, 8/9, s. 97–104, 117–120 (1916)
- W sprawie racjonalnej rozbudowy Szpitala Starozakonnych. Kwartalnik Kliniczny Szpitala Starozakonnych 1, 1, s. 6–13 (1922)
- Rys działalności Szpitala Zapasowego dla chorych zakaźnych. Medycyna 42, 43, 44 (1894)